# 1075 Геліна
1075 Геліна (1075 Helina) — астероїд головного поясу, відкритий 29 вересня 1926 року.
Тіссеранів параметр щодо Юпітера — 3,209.